# Grupp J i kvalspelet till världsmästerskapet i fotboll 2014 (Caf)
| Nr | Lag     | S | V | O | F | GM | IM | MS | P  |
| -- | ------- | - | - | - | - | -- | -- | -- | -- |
| 1  | Senegal | 6 | 3 | 3 | 0 | 9  | 4  | +5 | 12 |
| 2  | Uganda  | 6 | 2 | 2 | 2 | 5  | 6  | −1 | 8  |
| 3  | Angola  | 6 | 1 | 4 | 1 | 8  | 6  | +2 | 7  |
| 4  | Liberia | 6 | 1 | 1 | 4 | 4  | 10 | −6 | 4  |

| Hemma \ Borta | Angola | Liberia | Senegal | Uganda |
| Angola        | —      | 4–1     | 1–1     | 1–1    |
| Liberia       | 0–0    | —       | 0-2     | 2–0    |
| Senegal       | 1–1    | 3–1     | —       | 0–0    |
| Uganda        | 2–1    | 1–0     | 1–1     | —      |

## Matcher
|           | 2 juni 2012 | Senegal                       | 3 – 1           | Liberia | Stade Léopold Sédar Senghor                                    |                                                                |
| 18:00 UTC | 18:00 UTC   | Baldé 33′ N'Doye 71′ Mané 83′ | (1 – 1) Rapport | Doe 15′ | Dakar Publik: 15 000 Domare: Noumandiez Doue (Elfenbenskusten) | Dakar Publik: 15 000 Domare: Noumandiez Doue (Elfenbenskusten) |
| 18:00 UTC | 18:00 UTC   |                               |                 |         | Dakar Publik: 15 000 Domare: Noumandiez Doue (Elfenbenskusten) | Dakar Publik: 15 000 Domare: Noumandiez Doue (Elfenbenskusten) |
| 18:00 UTC | 18:00 UTC   |                               |                 |         | Dakar Publik: 15 000 Domare: Noumandiez Doue (Elfenbenskusten) | Dakar Publik: 15 000 Domare: Noumandiez Doue (Elfenbenskusten) |

|             | 3 juni 2012 | Angola    | 1 – 1           | Uganda   | Estádio 11 de Novembro                               |                                                      |
| 16:00 UTC+1 | 16:00 UTC+1 | Djalma 7′ | (1 – 0) Rapport | Okwi 88′ | Luanda Publik: 48 000 Domare: Ghead Grisha (Egypten) | Luanda Publik: 48 000 Domare: Ghead Grisha (Egypten) |
| 16:00 UTC+1 | 16:00 UTC+1 |           |                 |          | Luanda Publik: 48 000 Domare: Ghead Grisha (Egypten) | Luanda Publik: 48 000 Domare: Ghead Grisha (Egypten) |
| 16:00 UTC+1 | 16:00 UTC+1 |           |                 |          | Luanda Publik: 48 000 Domare: Ghead Grisha (Egypten) | Luanda Publik: 48 000 Domare: Ghead Grisha (Egypten) |

|             | 9 juni 2012 | Uganda        | 1 – 1           | Senegal   | Mandela National Stadium                                  |                                                           |
| 16:00 UTC+3 | 16:00 UTC+3 | Walusimbi 87′ | (0 – 1) Rapport | Cissé 37′ | Kampala Publik: 30 000 Domare: Mohamed Benouza (Algeriet) | Kampala Publik: 30 000 Domare: Mohamed Benouza (Algeriet) |
| 16:00 UTC+3 | 16:00 UTC+3 |               |                 |           | Kampala Publik: 30 000 Domare: Mohamed Benouza (Algeriet) | Kampala Publik: 30 000 Domare: Mohamed Benouza (Algeriet) |
| 16:00 UTC+3 | 16:00 UTC+3 |               |                 |           | Kampala Publik: 30 000 Domare: Mohamed Benouza (Algeriet) | Kampala Publik: 30 000 Domare: Mohamed Benouza (Algeriet) |

|           | 10 juni 2012 | Liberia | 0 – 0   | Angola | Antoinette Tubman                                            |                                                              |
| 16:00 UTC | 16:00 UTC    |         | Rapport |        | Monrovia Publik: 15 000 Domare: Ali Lemghaifry (Mauretanien) | Monrovia Publik: 15 000 Domare: Ali Lemghaifry (Mauretanien) |
| 16:00 UTC | 16:00 UTC    |         |         |        | Monrovia Publik: 15 000 Domare: Ali Lemghaifry (Mauretanien) | Monrovia Publik: 15 000 Domare: Ali Lemghaifry (Mauretanien) |
| 16:00 UTC | 16:00 UTC    |         |         |        | Monrovia Publik: 15 000 Domare: Ali Lemghaifry (Mauretanien) | Monrovia Publik: 15 000 Domare: Ali Lemghaifry (Mauretanien) |

|           | 23 mars 2013 | Senegal | 1 – 1           | Angola    | Stade du 28 septembre                                          |                                                                |
| 17:00 UTC | 17:00 UTC    | Sow 40′ | (1 – 0) Rapport | Amaro 75′ | Conakry (Guinea) Publik: 13 500 Domare: Neant Alioum (Kamerun) | Conakry (Guinea) Publik: 13 500 Domare: Neant Alioum (Kamerun) |
| 17:00 UTC | 17:00 UTC    |         |                 |           | Conakry (Guinea) Publik: 13 500 Domare: Neant Alioum (Kamerun) | Conakry (Guinea) Publik: 13 500 Domare: Neant Alioum (Kamerun) |
| 17:00 UTC | 17:00 UTC    |         |                 |           | Conakry (Guinea) Publik: 13 500 Domare: Neant Alioum (Kamerun) | Conakry (Guinea) Publik: 13 500 Domare: Neant Alioum (Kamerun) |

|           | 24 mars 2013 | Liberia             | 2 – 0           | Uganda | Samuel Kanyon Doe Sports Stadium                            |                                                             |
| 16:00 UTC | 16:00 UTC    | Wleh 32′ Laffor 50′ | (1 – 0) Rapport |        | Paynesville Publik: 25 000 Domare: Mohamed Farouk (Egypten) | Paynesville Publik: 25 000 Domare: Mohamed Farouk (Egypten) |
| 16:00 UTC | 16:00 UTC    |                     |                 |        | Paynesville Publik: 25 000 Domare: Mohamed Farouk (Egypten) | Paynesville Publik: 25 000 Domare: Mohamed Farouk (Egypten) |
| 16:00 UTC | 16:00 UTC    |                     |                 |        | Paynesville Publik: 25 000 Domare: Mohamed Farouk (Egypten) | Paynesville Publik: 25 000 Domare: Mohamed Farouk (Egypten) |

|             | 8 juni 2013 | Angola        | 1 – 1           | Senegal   | Estádio 11 de Novembro                                       |                                                              |
| 16:00 UTC+1 | 16:00 UTC+1 | Guilherme 51′ | (0 – 1) Rapport | Cissé 23′ | Luanda Publik: 40 000 Domare: Bernard Camille (Seychellerna) | Luanda Publik: 40 000 Domare: Bernard Camille (Seychellerna) |
| 16:00 UTC+1 | 16:00 UTC+1 |               |                 |           | Luanda Publik: 40 000 Domare: Bernard Camille (Seychellerna) | Luanda Publik: 40 000 Domare: Bernard Camille (Seychellerna) |
| 16:00 UTC+1 | 16:00 UTC+1 |               |                 |           | Luanda Publik: 40 000 Domare: Bernard Camille (Seychellerna) | Luanda Publik: 40 000 Domare: Bernard Camille (Seychellerna) |

|             | 8 juni 2013 | Uganda     | 1 – 0           | Liberia | Mandela National Stadium                           |                                                    |
| 16:00 UTC+3 | 16:00 UTC+3 | Mawejje 4′ | (1 – 0) Rapport |         | Kampala Publik: 8 400 Domare: Adam Cordier (Tchad) | Kampala Publik: 8 400 Domare: Adam Cordier (Tchad) |
| 16:00 UTC+3 | 16:00 UTC+3 |            |                 |         | Kampala Publik: 8 400 Domare: Adam Cordier (Tchad) | Kampala Publik: 8 400 Domare: Adam Cordier (Tchad) |
| 16:00 UTC+3 | 16:00 UTC+3 |            |                 |         | Kampala Publik: 8 400 Domare: Adam Cordier (Tchad) | Kampala Publik: 8 400 Domare: Adam Cordier (Tchad) |

|             | 15 juni 2013 | Uganda               | 2 – 1           | Angola  | Mandela National Stadium                                |                                                         |
| 16:00 UTC+3 | 16:00 UTC+3  | Okwi 83′ Mawejje 89′ | (0 – 0) Rapport | Job 57′ | Kampala Publik: 40 000 Domare: Redouane Jiyed (Marocko) | Kampala Publik: 40 000 Domare: Redouane Jiyed (Marocko) |
| 16:00 UTC+3 | 16:00 UTC+3  |                      |                 |         | Kampala Publik: 40 000 Domare: Redouane Jiyed (Marocko) | Kampala Publik: 40 000 Domare: Redouane Jiyed (Marocko) |
| 16:00 UTC+3 | 16:00 UTC+3  |                      |                 |         | Kampala Publik: 40 000 Domare: Redouane Jiyed (Marocko) | Kampala Publik: 40 000 Domare: Redouane Jiyed (Marocko) |

|           | 16 juni 2013 | Liberia | 0 – 2           | Senegal               | Samuel Kanyon Doe Sports Complex                      |                                                       |
| 16:00 UTC | 16:00 UTC    |         | (0 – 1) Rapport | Cissé 18′ (str.), 53′ | Monrovia Publik: 35 000 Domare: Davies Omweno (Kenya) | Monrovia Publik: 35 000 Domare: Davies Omweno (Kenya) |
| 16:00 UTC | 16:00 UTC    |         |                 |                       | Monrovia Publik: 35 000 Domare: Davies Omweno (Kenya) | Monrovia Publik: 35 000 Domare: Davies Omweno (Kenya) |
| 16:00 UTC | 16:00 UTC    |         |                 |                       | Monrovia Publik: 35 000 Domare: Davies Omweno (Kenya) | Monrovia Publik: 35 000 Domare: Davies Omweno (Kenya) |

|             | 7 september 2013 | Senegal  | 1 – 0           | Uganda | Stade de Marrakech                                     |                                                        |
| 21:00 UTC+1 | 21:00 UTC+1      | Okwi 83′ | (0 – 0) Rapport |        | Marrakech (Marocko) Domare: Daniel Bennett (Sydafrika) | Marrakech (Marocko) Domare: Daniel Bennett (Sydafrika) |
| 21:00 UTC+1 | 21:00 UTC+1      |          |                 |        | Marrakech (Marocko) Domare: Daniel Bennett (Sydafrika) | Marrakech (Marocko) Domare: Daniel Bennett (Sydafrika) |
| 21:00 UTC+1 | 21:00 UTC+1      |          |                 |        | Marrakech (Marocko) Domare: Daniel Bennett (Sydafrika) | Marrakech (Marocko) Domare: Daniel Bennett (Sydafrika) |

|             | 7 september 2013 | Angola                                         | 4 – 1           | Liberia      | Tundavala National Stadium             |                                        |
| 16:00 UTC+1 | 16:00 UTC+1      | Guedes 2′ Mabululu 48′ Guilherme 61′ Abdul 64′ | (1 – 0) Rapport | Macauley 79′ | Lubango Domare: Slim Jedidi (Tunisien) | Lubango Domare: Slim Jedidi (Tunisien) |
| 16:00 UTC+1 | 16:00 UTC+1      |                                                |                 |              | Lubango Domare: Slim Jedidi (Tunisien) | Lubango Domare: Slim Jedidi (Tunisien) |
| 16:00 UTC+1 | 16:00 UTC+1      |                                                |                 |              | Lubango Domare: Slim Jedidi (Tunisien) | Lubango Domare: Slim Jedidi (Tunisien) |